# Aveairfoila
Aveairfoila è un clade di Maniraptora che contiene i therizinosauri e i pennaraptora, di cui quest'ultima comprende gli uccelli. Il gruppo è stato coniato da Gregory S. Paul nella sua seconda edizione di The Princeton Field Guide to Dinosaurs. Nel suo concetto, Paul sostiene che therizinosauri e gli oviraptorosauri siano strettamente imparentati, rispettivamente, con Jeholornis e omnivoropterygidi, generalmente considerati avialae, e che quindi i therizinosauri e gli oviraptorosauri siano uccelli incapaci di volare. Tale parentela sarebbe provata dall'osservazione della morfologia dello sterno e delle costole. Questa non è la prima volta Paul affermi una tale rivendicazione, in quanto aveva già proposto una cosa simile sulla totalità dei maniraptoriformes. Tuttavia la tassonomia proposta da Paul non è accettato dalla maggior parte degli studiosi, in quanto manca di prove sufficienti. A prescindere da ciò il nome è stato utilizzato per descrivere il clade che contiene i therizinosauri e i pennaraptora, di cui si era già stabilito un supporto filogenetico tra i due taxa, che sono considerati sister clade.